# Стиснення Землі

Земний еліпсоїд

Сти́снення Землі́ (поля́рне сти́снення Землі́) — величина, що характеризує відхилення фігури Землі від кулі. Якщо взяти фігуру Землі за еліпсоїд обертання, то стиснення 3емлі дорівнює:
{\displaystyle \alpha ={\frac {a-b}{a}},}
де а і b, відповідно, — екваторіальний і полярний радіуси Землі. 
На еліпсоїді Красовського а = 1 : 298,3, що відповідає а - b = 21,4 км. 